# Pasta ścierna
Pasta ścierna – mieszanina drobnoziarnistego materiału ściernego oraz substancji wiążących o konsystencji stałej, półciekłej lub ciekłej. W pastach polerskich, oprócz oczywistej roli materiału ściernego (który mechanicznie usuwa materiał obrabiany), zachodzą też (lub mogą zachodzić) inne zjawiska jak np. plastyczne mikro-odkształcenia w materiale obrabianym, lokalne (też w skali mikro) nadtopienia oraz chemiczne oddziaływanie składników pasty (np. utlenianie, wytrawianie), co w efekcie wspomaga główny mechanizm (skrawanie materiału). 
Spoiwa („lepiszcze”, nośniki) stosowane w pastach ściernych: 
- stearyna (kwas stearynowy)
- parafina
- cerezyna
- nafta
- kwas oleinowy (oleina)
- tłuszcz zwierzęcy (łój)
- kalafonia
- woski syntetyczne
- terpentyna
- TEA (trójetyloamina)
- wazelina
- alkohole
- oleje (np. maszynowy)
- emulgatory, substancje powierzchniowo-czynne, aktywatory
- woda.

Rodzaje materiałów ściernych w pastach ściernych: 
- korund
- diament
- szmergiel
- kwarc
- pumeks
- kaolin
- elektrokorund szlachetny
- tlenek żelazowy (róż polerski, „Krokus”)
- baryt
- kreda
- trypla (ziemia okrzemkowa, łupek polerski)
- węglik krzemu
- tlenek chromowy
- wapno wiedeńskie.

Rodzaje past ściernych: 
- „grube” - do usuwania śladów obróbki narzędziami skrawającymi (pasty szlifierskie)
- „średnie” - stosowane np. przy docieraniu
- „drobne” - np. tzw. pasta polerska, stosowana do polerowania.

Powyższe terminy są umowne. Konkretne wartości rozmiarów ziaren pasty, według których klasyfikuje się je jako grube/średnie/drobne, zależą od branży/zastosowania, składu pasty, materiału obrabianego. To samo dotyczy podziału na pasty szlifierskie i polerskie (nie ma sztywnej granicy, od jakiego numeru/rozmiaru ziarna polerowanie przechodzi w szlifowanie lub odwrotnie).
Pasty zaworowe – pasty ścierne stosowane do docierania zaworów w silnikach spalinowych. Numeracja past zaworowych: 00, 0, 1, 2. Najdrobniejsza jest pasta o numerze 00.